# 李文安 (明朝)
李文安（？—？），四川內江縣人，明朝政治人物。

## 生平
成化十七年（1481年），登辛丑科三甲第一百九十名進士。弘治九年至弘治十八年，任柳州府知府。